# ESdiario
ESdiario (ESD) es un diario digital español de información de noticias de actualidad política, económicas fundado en 2015 tras una renovación de El Semanal Digital, creado en 1999. El lema del diario es «Información para que tú decidas». Su denominación es similar a la de otro medio, elDiario.es.
En ESDiario.com participan, entre otros, Antonio Martín Beaumont, como Editor y Director, Benjamín Lopez como Subdirector, Fernando Letamendia, Consejero Delegado y José María Fernández de la Mata, Presidente Fundador.

## Historia
En 1999 Antonio Martín Beaumont, político del PP y padre de la política del mismo partido María Martín Revuelta, fundaba El Semanal Digital. Tras 16 años de información y con el fin de servir la mejor información nace ESdiario, un medio digital basado en el análisis y la opinión. Su fundador es el politólogo y periodista Antonio Martín Beaumont.
El diario cuenta actualmente con distintas secciones como Estvcine, Chismógrafo, ESEstilo, El Pato Cojo o ESdiario CV, su edición en la Comunidad Valenciana. Cuenta con 10.000.000 usuarios mensuales y la sociedad editora del periódico es El Semanal Digital S.L.